# Filippo I (metropolita di Mosca)
Filippo I (... – Mosca, 1473) è stato un arcivescovo ortodosso russo, metropolita di Mosca dal 1464 fino alla sua morte.
Le informazioni sulla vita di Filippo I prima della sua ascesa al soglio di Metropolita sono scarse e frammentarie. Nel 1455 era vescovo di Suzdal e restò in questa carica fino al 1464 quando, dopo che il suo predecessore Teodosio decise di ritirarsi a vita monastica, ascese alla carica ecclesiastica più importante in Russia. Negli anni 1470, Filippo fu intensamente impegnato nella lotta contro l'accrescersi degli influssi politici e religiosi della Confederazione Polacco-Lituana sulla Repubblica di Novgorod. Nel 1472 cercò di impedire che fosse accolto a Mosca l'ambasciatore pontificio che accompagnava Sophia Paleologa. Lo stesso anno Filippo promosse la ricostruzione della cattedrale della Dormizione nel Cremlino di Mosca. Diede tuttavia incarico a lavoratori inesperti tanto che, poco dopo la sua morte, l'edificio crollò. Fu ricostruito in seguito da Aristotele Fioravanti.